# Эксперимент Куотермасса (телесериал)
«Эксперимент Куотермасса» (англ. The Quatermass Experiment) — британский научно-фантастический телесериал, который транслировался на BBC в течение лета 1953 года и был восстановлен на BBC Four в 2005 году. Действия происходят в ближайшем будущем на фоне Британской космической программы. Рассказывается история первого пилотируемого полёта в космос под руководством профессора Бернарда Куотермасса, участника Британской экспериментальной ракетной группы. Когда космический корабль после первого успешного путешествия возвращается на Землю, оказывается, что двое из трёх космонавтов пропали, а третий ведёт себя очень странно. Тогда становится ясно, что во время полёта на корабль проник инопланетянин, и теперь Куотермасс и его коллеги должны предотвратить уничтожение мира пришельцами.
«Эксперимент Куотермасса» состоял из шести получасовых эпизодов, а также являлся первым научно-фантастическим сериалом, ориентированным на взрослую аудиторию. Предыдущие попытки написания чего-то подобного именно для телевидения, такие как «Чудак из космоса» (1951—1952), были предназначены для детской аудитории, а темы пришельцев для взрослой аудитории брали из литературных источников, среди которых «R.U.R.» (1938, позже в 1948) и «Машина времени» (1949). Сериал был первым из четырёх произведений о Куотермассе, которые транслировались на британском телевидении в течение 1953—1979 годов.
Помимо появления многочисленных ремейков и сиквелов, «Эксперимент Куотермасса» произвел фурор в Великобритании и положил начало эре научно-фантастических сериалов, самыми известными из которых были «Доктор Кто» и «Сапфир и Сталь». Кроме того, он подтолкнул Голливудские студии к съёмкам таких полнометражных фильмов, как «Космическая одиссея 2001 года» (1968) и «Чужой» (1979).

## Создание
Сюжет «Эксперимента Куотермасса» был написан Найджелом Нилом, сценаристом телесериалов BBC. До работы на канале он работал актёром и писателем научно-фантастических произведений. Майкл Барри, руководитель отделения телесериалов BBC, выделил львиную долю бюджета, дабы нанять Нила. Интерес к науке, а именно идея «науки, в которой что-то пошло не так», вдохновила Нила на написание «Эксперимента Куотермасса». Когда на BBC появилось место в расписании для сериала из шести эпизодов, который мог бы транслироваться в течение лета 1953 года по субботним вечерам, идея Нила полностью подошла, со «скорее мистической, чем страшной» сюжетной линией.
Снять сериал было поручено Рудольфу Картье, одному из лучших режиссёров BBC. Он познакомился с Нилом во время производства драмы «Стрела в сердце» и уже тогда они вместе работали над начальной сюжетной линией «Эксперимента Куотермасса». Нил выбрал фамилию для одного из главных персонажей наугад, из Лондонского телефонного справочника, а имя дал ему в честь астронома Бернарда Ловелла. Рабочее название сериала — «Нерожденный» (англ. The Unbegotten), впоследствии «Верните что-то назад…!» (англ. Bring Something Back…!) — последняя фраза диалога из второго эпизода «Эксперимента Куотермасса». К тому моменту, как первый эпизод сериала уже был показан в эфире, Нил всё ещё работал над сценарием последних двух. Общий бюджет сериала составил около 4000 фунтов. Для вступительной заставки была выбрана композиция «Mars, Bringer of War» Гастава Холста.
Все репетиции эпизодов проходили в будни, в Доме студенческого движения на Гауэр-стрит в Лондоне, а в субботу всё действо транслировалось в прямом эфире из лондонской студии Александра-палас. «Эксперимент» был одним из последних крупных драматических сериалов, транслировавшихся с этой студии, и позднее большинство телевизионных производств переехало на Lime Grove Studios. Сериал был снят на одни из старейших камер BBC, Эмитроны (англ. Emitrons), которые были установлены в студии Александра-палас в 1936 году и могли снимать только низкого качества видео (по современным стандартам).
«Эксперимента Куотермасса» транслировался еженедельно, в субботний вечер с 18 июля по 22 августа 1953 года. Показ первого эпизода «Контакт налажен» был запланирован с 20:15 до 20:45, второго с 20:25 до 20:55, третьего и четвёртого с 20:45 до 21:15 и последних двух с 21:00 до 21:30. Посредством живой трансляции эпизоды заканчивались позже, чем было запланировано, например, четвёртый эпизод закончился на 2 минуты позднее. Показ финальной серии задержался на 6 минут, так как один из микрофонов во время трансляции вышел из строя. Нил утверждал, что некоторые операторы даже угрожали прекратить снимать при таких значительных задержках, на что Картье ответил: «Просто дайте им ещё один шанс!» В документации BBC указано, что как минимум в одном регионе трансляторы урезали показ финального эпизода сериала на несколько минут.
Использование 35-мм киноплёнки, которая позволяла проводить прямую трансляцию, — одно из нововведений BBC при съёмках «Эксперимента Куотермасса». Кроме того, была одобрена продажа прав на показ сериала Канадской телерадиовещательной корпорации, и Картье хотел разрешить использование отснятого материала для промороликов и дополнительных показов «Эксперимента Куотермасса». Во время телезаписи второго эпизода на объектив одной из камер села муха и данный момент можно было увидеть при просмотре серии в течение нескольких минут. Сохранившиеся копии первых двух эпизодов сериала являются одними из старейших примеров мульти-эпизодического Британского телепроизводства.
В ноябре 1953 года было предложено использовать сохранившиеся два эпизода для специального рождественского повтора сериала. Эта идея не получила развития, хотя Картье и исполнитель главной роли в «Эксперименте Куотермасса», Реджинальд Тейт, пытались добиться повторного показа сериала по телевидению. В 1963 году один из сохранившихся эпизодов был выбран для представления ранних работ британского телевидения на Фестивале мирового телевидения в Национальном кинотеатре в Лондоне.

## Актёры и съёмки
Вслед за успехом «Эксперимента Куотермасса» Нил был признан одним из лучших сценаристов в истории британского телевидения. Вдобавок к многочисленным спин-оффам и сиквелам «Эксперимента Куотермасса», Нил написал сценарии к «Тысяча девятьсот восемьдесят четвёртый» (1954) и к «Каменная лента» (1972). В 2006 году BBC News опубликовали статью актёра и писателя Марка Гэтисса, в которой он описывал вклад Нила в историю британского телевидения. «Он среди лучших — я уверен, что Нил так же важен, как и Деннис Поттер, и Дэвид Мерсер, и Алан Блисдейл, и Алан Беннетт», — писал Гэтисс.
Нила в действии можно было увидеть на экране в течение последнего эпизода «Эксперимента Куотермасса» — он управлял монстром во время сцены в Вестминстерском аббатстве. Фигура монстра, созданная Нилом и его тогдашней возлюбленной Джудит Керр (в будущем они поженились), на самом деле состояла из перчаток, покрытых разнообразными растениями и прочими материалами. Пара сохранила рукавицы как воспоминание и через 50 лет они были показаны в документальном фильме о карьере Нила.
Рудольф Картье эмигрировал из Германии в 1930-х годах, чтобы сбежать от нацистского режима, и присоединился к BBC за год до выпуска «Эксперимента Куотермасса».